# Estêvão III de Antioquia
Estêvão III de Antioquia foi o patriarca de Antioquia em algum momento entre 493 e 495 durante a controvérsia monofisista. Ele também era um calcedoniano.
Ele teria morrido assassinado numa revolta dos monofisistas de Antioquia, que o acusaram de heresia e colocaram em seu lugar o ortodoxo oriental Calandiono.